# Butte de Chantecoq
Pour les articles homonymes, voir Chantecoq (homonymie).

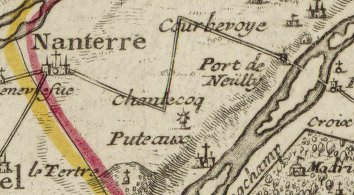
Carte des environs de Paris divisée en département, préfecture et sous-préfecture, centrée sur la butte de Chantecoq à Puteaux. Éditée en 1801. Jean (17..-1839 ; éditeur)

La butte de Chantecoq à Puteaux est un monticule naturel, sur la partie haute de Puteaux, au lieu-dit «La Grande Bourse», à l'angle de la rue de la République et de la rue Cartault.
Il s'y trouve un moulin datant de 1648. L'industriel Charles Lorilleux s'y installa en 1824.

## Moulin de Chantecoq

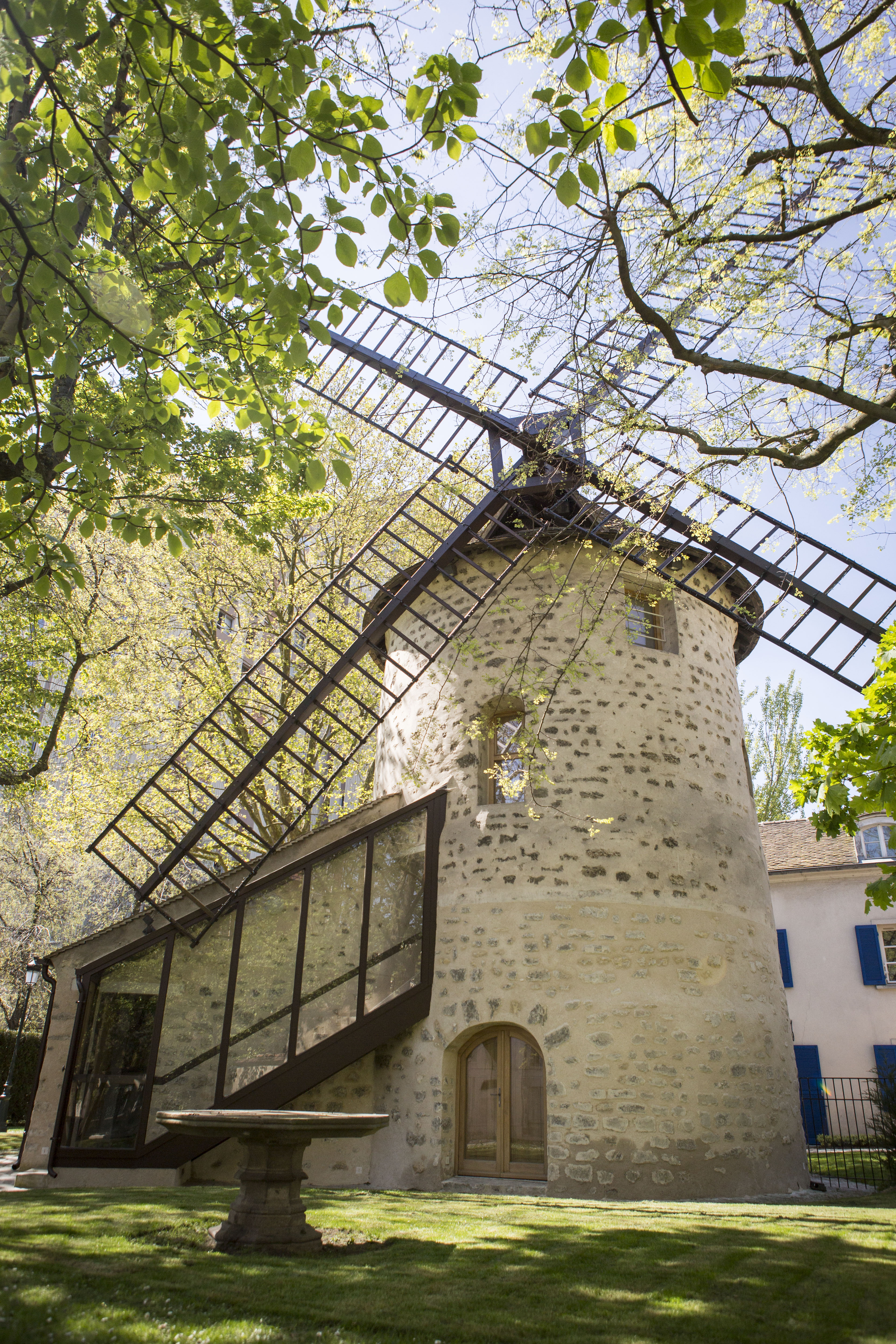
Moulin de Chantecoq.

L'elévation naturelle que constitue cette butte a permis d'y construire un moulin, dit moulin de Chantecoq. Le premier bâtiment en bois, datant de 1648, fut reconstruit en moellons au XVIIIe siècle.
Le lieu-dit et le moulin figurent sur la carte des Chasses du Roi, créée par Jean-Baptiste Berthier en deux périodes, de 1764 à 1773 et de 1801 à 1807.
En 1787, les religieuses de la Maison royale de Saint-Louis le louent à un meunier. En 1790, il est acheté par la commune.
La rue du Moulin et le jardin du Moulin, tout proches, perpétuent son souvenir.

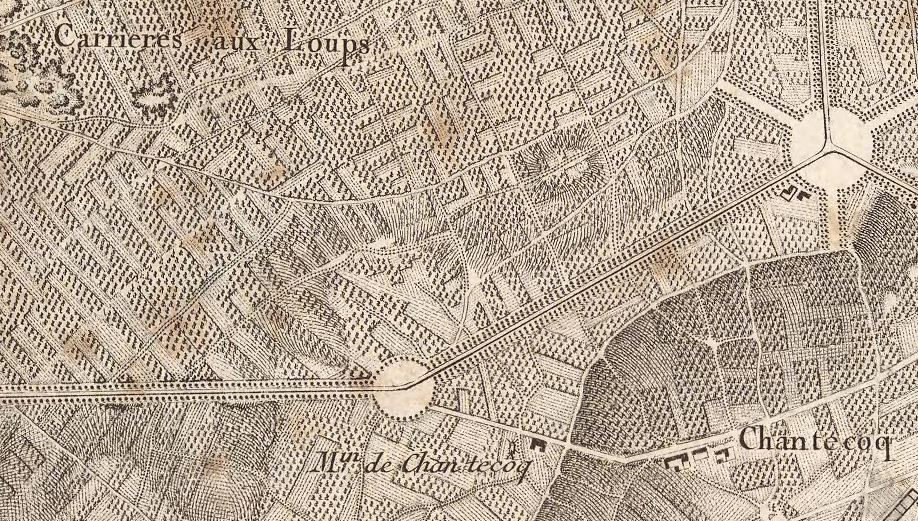
Carte des Chasses du Roi, Chantecoq, fin du XVIIIe siècle.